# Estnische Fußballnationalmannschaft (U-21-Männer)
Die estnische U-21-Fußballnationalmannschaft ist eine Auswahlmannschaft estnischer Fußballspieler. Sie unterliegt dem Estnischen Fußball-Verband (EJL) und repräsentiert ihn international auf U21-Ebene, etwa in Freundschaftsspielen gegen die Auswahlmannschaften anderer nationaler Verbände, aber auch bei der Europameisterschaft des europäischen Kontinentalverbandes UEFA oder der Fußball-Weltmeisterschaft der FIFA.
Spielberechtigt sind Spieler, die ihr 21. Lebensjahr noch nicht vollendet haben und die estnische Staatsangehörigkeit besitzen. Bei Turnieren ist das Alter beim ersten Qualifikationsspiel maßgeblich.
Das erste Länderspiel der Auswahl fand 1994 in Pärnu gegen die Auswahl Kroatiens statt und wurde mit 1:2 verloren.